# Větrný mlýn ve Velkých Těšanech
Větrný mlýn Velké Těšany je dřevěný mlýn německého typu, který byl postaven na konci 19. století. Ve mlýně původně fungovala dvě mlýnská složení, jedno na šrotování a druhé na mletí obilí. Přestože mlýn od svých počátků patřil k Velkým Těšanům, reálně se nachází 1 km jihovýchodně od této obce. V současnosti se nachází ve správě Muzea Kroměřížska a jakožto technická a historická památka je každoročně během letní sezóny přístupný veřejnosti.

## Historie

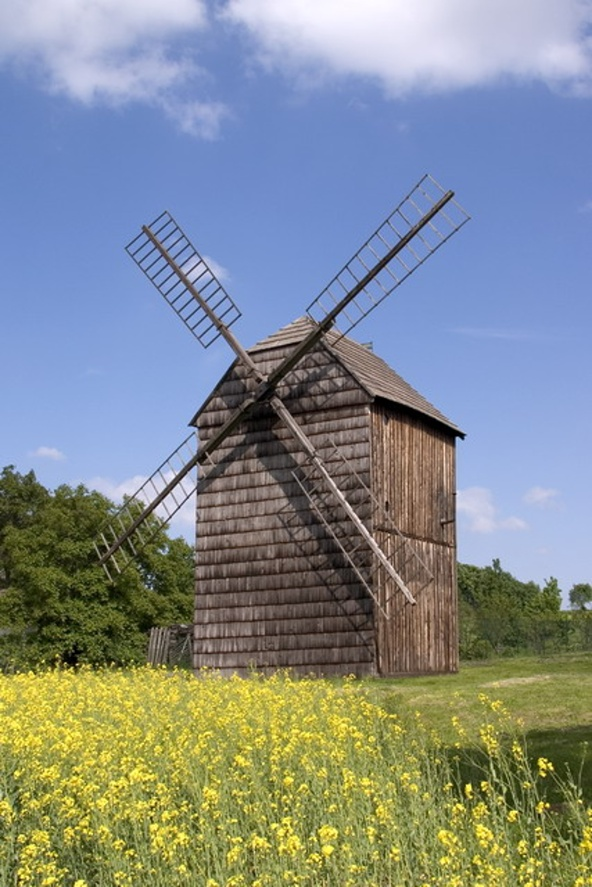
Čelní pohled na mlýn

Velké Těšany projevily zájem o postavení vlastního větrného mlýna na svém území už v roce 1827. Vrchnostenský úřad v Kroměříži této žádosti vyhověl, a to za pouhých 10 dní. Bylo však upozorněno na to, že je třeba ve mlýně provádět časté policejní kontroly. Panovala totiž obava, že by se na tomto odlehlém místě v budoucnu mohly ukrývat hledané osoby. Pozemek za účelem postavení mlýna však byl od obce zakoupen až v roce 1830, a to Josefem Bartoňkem za 60 zlatých. Nový mlýn postavený Bartoňkem nesl č. p. 29.
Když Bartoněk následujícího roku zemřel, mlýn v hodnotě 400 zlatých zdědila jeho manželka Kateřina. Ta ho o tři roky později prodala za 1000 zlatých Josefu Jarkovi, který ho chtěl pro svého nezletilého syna Jana. Dalším majitelem se stal František Stařický, který mlýn vlastnil od roku 1851, ale už následující rok ho odprodal manželům Ludvíkovi a Marianě Zmrzlíkovým. O pět let později přešel mlýn do vlastnictví Dominika Strnadela, od kterého ho v roce 1867 odkoupil Jan Albert. V roce 1874 se majiteli stali manželé Františka a Antonín Novotní, přičemž když Antonín v roce 1882 zemřel, vedla živnost další 4 roky vdova Františka. Poté mlýn vlastnil Ludvík Matuška, který po letech přibral k vlastnictví i svou ženu Františku.
V 19. století postihla majitele větrných mlýnů krize, protože nestačili konkurenci mlýnů vodních a parních. Majitelům byl tehdy mlýn i s polnostmi zabaven a prodán v exekučním řízení. V roce 1889 takto mlýn odkoupil František Dvořák a ještě téhož roku se mlýn dostal do vlastnictví posledního zdejšího mlynářského rodu, Páterů. Ty již následujícího roku postihlo neštěstí v podobě silné vichřice, která se prohnala okolím a budovu mlýna vyvrátila. Josef Páter tehdy do Velkých Těšan pozval sekerníky ze Slovácka, kteří mlýn opravili a pro jistotu i zdvojnásobili základní nosné trámy.
Josef Páter pak opět provozoval mlýn, a protože se jim se ženou narodilo 11 dětí, kromě provozování mlynářské činnosti také hospodařil na 3,4 ha půdy. Mlýn byl v dané době společenským centrem nejen Velkých Těšan, ale i sousedních vesnic Bařice, Vrbka a Karolín.
Po okupaci v roce 1939 byl mlýn uzavřen, po smrti Josefa Pátera v roce 1940 v něm ale navzdory zákazu mlel jeho syn František. O dva roky později jej však zatklo gestapo. František byl za údajné předání vojenské pušky a munice odbojové skupině v Hostýnských horách uvězněn. Zemřel v cele smrti v pražském vězení na Pankráci v roce 1944. Ve mlýně se poté nemlelo, pozůstalými bratry byl zachováván jako památka. Postupně však mlýn začal chátrat. Bratr Františka Ferdinand nakonec přecejen přišel s návrhem rozebrat budovu mlýna na otop. Tento návrh byl zamítnut.
Nejprve došlo k poničení šindelové střechy, poté došlo k destrukci krovů. Dovnitř zatékala voda. V 60. letech byl mlýn v zoufalém stavu a vyžadoval opravu, jinak hrozilo jeho zřícení. Tehdejší majitelka Anežka Páterová, která si nákladnou rekonstrukci technické památky nemohla dovolit, na konci 60. let mlýn odprodala Okresnímu národnímu výboru v Kroměříži. Následné rekonstrukce se zchátralého mlýna započala v roce 1972. V roce 1975 byl mlýn převeden do majetku Muzea Kroměřížska, které pokračovalo v jeho opravách až do roku 1979. Od května 2014 je mlýn národní kulturní památkou.

## Technické parametry
Mlýn se nachází v nadmořské výšce 295 m.